# Faith Leech

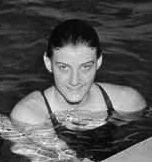
Faith Leech 1956

Faith Yvonne Leech (* 31. März 1941 in Bendigo, Victoria; † 14. September 2013 ebenda) war eine australische Schwimmerin.
Leech begann mit dem Schwimmsport, um ihre Skoliose zu bekämpfen. Bereits mit zwölf Jahren schwamm sie 1:07,1 min über 110 Yards Freistil, was als Altersklassenweltrekord bezeichnet wurde. 1955 gewann sie im Alter von dreizehn Jahren den australischen Meistertitel über 110 Yards. 1956 verpasste sie wegen Erkrankung die australischen Meisterschaften, gewann aber bei den Jugendmeisterschaften in 1:04,6 min nur knapp über dem von Dawn Fraser gehaltenen Weltrekord. Bei den Olympischen Spielen 1956 in Melbourne gewann sie hinter Dawn Fraser und Lorraine Crapp in 1:05,1 min die Bronzemedaille über 100 Meter Freistil. Die australische 4-mal-100-Meter-Freistilstaffel mit Fraser, Leech, Sandra Morgan und Crapp gewann die Goldmedaille in der Weltrekordzeit von 4:17,1 min.
Leech trainierte eher wenig, erhielt aber wegen ihrer hervorragenden Technik den Spitznamen Fliegender Fisch. Bereits 1957 beendete Leech ihre sportliche Karriere. Nach ihrer Heirat hieß sie Faith Touhy, sie arbeitete im elterlichen Juweliergeschäft und war Schwimmlehrerin im Behindertensport.